# Stylogaster peruviana
Stylogaster peruviana är en tvåvingeart som beskrevs av Aldrich 1930. Stylogaster peruviana ingår i släktet Stylogaster och familjen stekelflugor. Inga underarter finns listade i Catalogue of Life.